# Ключников, Александр Сергеевич
Александр Сергеевич Ключников (13 июля 1945 года, Давид-Городок, Столинский район, Брестская область — 23 февраля 2014 года) — белорусский учёный в области радиофизики и информатики. Доктор технических наук (1984), профессор (1986). Ректор Витебского государственного технологического университета (1988—1993). Лауреат Государственной премии БССР (1974). Лауреат Государственной премии СССР (1983).

## Биография
Окончил Белорусский государственный университет имени В. И. Ленина (специальность «Радиофизика» (1967); аспирантура (1969)).
Работал в Белорусском государственном университете (1967—1988), Витебском государственном технологическом институте (1988—1998, в 1988—1993 — ректор, 1993—1998 — заведующий кафедрой автоматизации технологических процессов и производств), Витебском филиале Института современных знаний (с 1995), Гродненском филиале Института современных знаний (с 2000), СП «Фортэкс — водные технологии» (с 2004), Витебском государственном университете имени П. М. Машерова (1999—2000, 2006—2013, математический факультет, кафедра инженерной физики, в 1999—2000 и 2006—2012 — заведующий кафедрой).
Научные интересы: информатика; радиолокационное вооружение; дифракция электромагнитных волн; голография; педагогика высшей школы.

## Награды
- Государственная премия Белорусской ССР (1974)
- Государственная премия СССР (1983).